# 陳美妤
陳美妤（Belle Theng，1986年9月23日—），香港及馬來西亞藝人，籍貫福建省，來自馬來西亞沙巴州。2009年參加馬來西亞華裔小姐競選奪得冠軍兼完美體態小姐，當選後加入Astro華麗台，擔任節目主持人。2010年參加國際華裔小姐競選奪得亞軍兼中華儷影小姐。曾為無綫電視旗下藝人。

## 曾參選選美活動
- 2009年馬來西亞華裔小姐競選
- 2010年國際中華小姐競選

## 曾獲得獎項
| 年份       | 盛會             | 獎項                  | 地點             | 主辦機構     |
| 2009年10月 | 馬來西亞華裔小姐 | - 冠軍 - 完美體態小姐 | 馬來西亞雲頂高原 | Astro華麗台  |
| 2010年11月 | 國際中華小姐     | - 亞軍 - 中華儷影小姐 | 中國天津         | 香港無綫電視 |

## 演出作品

### 節目主持

#### Astro華麗台
- 2009年-《MYAstro舞虎揚威大日子》
- 2010年-《新春倒數直播活動》
- 2010年-《通風報訊》
- 2011年－Astro On Demand 廣告

#### 無綫電視
- 2011年《健康奇案錄》
- 2011年《TVB全球華人新秀歌唱大賽》

### 電視節目（無綫電視）
- 2012年 《姊妹淘 (電視節目)》嘉賓
- 2012年 《食得峰騷》嘉賓

### 電視劇（無綫電視）
- 2012年 《巴不得媽媽...》飾 白瑪

### 電視劇（馬來西亞）
- 2010年 《阿炳》（處境劇）

### 電影
- 2013年 《笑口長開》飾 卓晨瑤（客串）

## 外部連結
- 陳美妤的Instagram帳戶
- 陳美妤Facebook專頁[永久]
- 國際中華小姐2010 - 陳美妤簡介 （页面存档备份，存于）
- Astro 本地圈有關馬來西亞華裔小姐2009之報導[永久]

| 前任： 譚嘉麗 | Astro國際華裔小姐競選冠軍 2009年 | 繼任： 葉伊秀 |